# Pontchardon
Pontchardon – miejscowość i gmina we Francji, w regionie Normandia, w departamencie Orne.
Według danych na rok 1990 gminę zamieszkiwało 311 osób, a gęstość zaludnienia wynosiła 64 osoby/km² (wśród 1815 gmin Dolnej Normandii Pontchardon plasuje się na 585. miejscu pod względem liczby ludności, natomiast pod względem powierzchni na miejscu 894.).